# NGC 1197
NGC 1197 је ознака објекта на координатама са ректансцензијом 3h 6m 14,1s и деклинацијом + 44° 3" 40'. Открио га је Луис Свифт, 12. септембра 1885. Каснијим посматрањима на том положају није уочен никакав астрономски објекат.